# 鯨魚谷
鯨魚谷（阿拉伯语：وادي الحيتان；按中文音譯又作「瓦地阿希坦」、「瓦第阿希坦」或「瓦迪阿希坦」；「瓦迪」（Wadi）即乾谷、乾涸河床的意思）是埃及法尤姆省的一個古生物學化石場，位於開羅西南約150公里。由於當地擁有數以百計的早期鯨類，即古鯨亞目的化石，所以於2005年7月被列入聯合國教育科學文化組織世界遺產。該地的化石顯示出古代鯨魚後肢的殘餘部分，記錄了鯨類由陸上生物演化成海洋生物。
埃及政府聲稱於2007年7月，比利時外交官駕駛的車輛進入該處的保護區，造成325,000美元的破壞。比利時政府則回應其外交官並無造成任何破壞。此事件到目前仍未解決。

## 登录基准
该世界遗产被认为满足世界遺產登錄基準中的以下基準而予以登錄：
- （viii）代表生命进化的纪录、重要且持续的地质发展过程、具有意义的地形学或地文学特色等的地球历史主要发展阶段的显著例子。

## 資料來源
1. ↑  .   [2009-01-26]. （原始内容存档于2012-04-02）.

## 外部連結
- 鯨魚谷獲選為非洲世界自然遺產（英文）
- 歐洲外交官破壞價值10,000,000美元的鯨魚化石（英文）